# Hamhung
Hamhŭng es una ciudad del este central de Corea del Norte que cuenta con una población de 874.000 habitantes (censo del año 2005). Fue el centro comercial y administrativo de Corea durante la dinastía Chosŏn (1392–1910) y urbanizada como una moderna ciudad industrial en los años 1920. Durante la guerra de Corea, la mayoría de las instalaciones industriales en el área fueron destruidas por los bombardeos aéreos de Estados Unidos, pero fueron reconstruidas. Además de su importancia manufacturera, es la sede de varias instituciones de enseñanza. Actualmente es la capital de la provincia de Hamgyong del Sur.

## Geografía
Hamhung se encuentra en la margen izquierda del río Songchon, en la parte este de la llanura de Hamhung, en la provincia de Sur Hamgyong, al noreste de Corea del Norte.

## Historia
La ciudad quedó prácticamente destruida (entre el 80 y el 90%) durante la guerra de Corea. Desde 1955, Hamhung fue objeto de un programa a gran escala de reconstrucción y desarrollo a manos de Alemania del Este, incluyendo la creación de una importante industria de la construcción, en dónde se instruían a obreros, ingenieros, planificadores urbanos y arquitectos. El proyecto finalizó dos años antes de lo planeado y con poca atención debido a la Ruptura Sino-Soviética y las posturas opuestas que tomaron Corea del Norte y Alemania del Este con respecto a dicho conflicto.
Desde 1960 hasta 1967, Hamhung fue administrada separadamente desde Hamgyong Sur como una Ciudad directamente gobernada (Chikhalsi), pero antes de 1960 y desde 1967, la ciudad ha sido parte de la Provincia de Hamhung Sur.
En 1995, Hamhung fue testigo, hasta aquí, del único documentado desafío al gobierno de Corea del Norte, cuando la Hambruna norcoreana alcanzó a los soldados del ejército, que comenzaron una marcha hacia Pionyang. La revuelta fue acallada y aquella unidad de soldados fue disuelta.

## Economía
Hamhung es mucho más diversa económicamente que la mayoría de las ciudades de Corea del Norte, ya que cuenta con numerosas industrias únicas. Las zonas rurales de Hamhung se utilizan para la agricultura y la distribución de alimentos a nivel comunitario. Estas tierras se componen principalmente de arrozales, pero también se cultivan otros cultivos en pequeñas cantidades. Por otra parte, Hamhung es un importante centro de la industria química de la República Popular Democrática de Corea. Es una ciudad industrial que sirve como un importante puerto para el comercio exterior norcoreano. La producción abarca textiles (en particular, vinalón), artículos de metal, maquinaria, aceite refinado y alimentos procesados. Precisamente, la planta 2·8 de vinalón se encuentra aquí.

## Transporte
La ciudad es un centro de transporte que conecta varios puertos del este con la zona interior del norte. La estación de Hamhung se encuentra en la línea ferroviaria Pyongra. La ciudad también está conectada por aire con el aeropuerto de Sondok. Igualmente, cuenta con la línea Soho de cercanías de vía estrecha, que une West Hamhung con Hungnam, a través de la planta 2.8 de vinalón.
En lo que se refiere al transporte interno, la urbe cuenta con una extensa red de trolebuses, inaugurada en 1973 con la línea Hoyang-Doksong, con una estación ubicada en la terminal norte de Doksong. La segunda y tercera líneas, un par de líneas interurbanas desde la estación de Hamhung hasta la zona de Hungnam, se inauguraron el 27 de julio de 1991. Esta línea tenía dos ramales, uno a Hungdok y otro a Ryongsong, con estación en Hungdok, aunque esta última fue clausurada y desmantelada a principios de la década de 2000. Un conjunto de cables aéreos conecta las dos líneas, aunque no hay tráfico regular en esta línea. En 2013, las líneas fueron atendidas por 28 trolebuses.

## Cultura y educación
Hamhŭng alberga el Gran Teatro de Hamhŭng, el teatro más grande de Corea del Norte. En la ciudad también hay un museo nacional y una academia científica.
En Hamhung se encuentran la Universidad de Educación de Hamhung, la Universidad Farmacéutica de Hamhung, la Universidad Química de Hamhung y la Universidad de Medicina de Hamhung. Posee también diversos colegios profesionales, como el Colegio de Control de Calidad de Hamhung, el Colegio de Hidrografía y Energía de Hamhung, y el Colegio de Electrónica y Automatización de Hamhung.

## Gastronomía
Hamhung es famosa por su naengmyeon, un fideo frío de trigo sarraceno al estilo tradicional coreano.  A diferencia de los fideos fríos de Pyongyang, los de Hamhŭng suelen ser más picantes y tienen más guarnición sobre el fideo de trigo sarraceno.

## Gente nacida en Hamhung
- Yi Seonggye (이성계; 1335–1408), el fundador de la Dinastía Joseon, el último linage real de Corea.
- Ahn Soo-kil (안수길; 1911–1977), escritor.
- Richard E. Kim (nacido en 1932), escritor.
- Yoon Kwang-cho (윤광조; nacido en 1946), artista de cerámica.
- Yang Hyong-sop (nacido en 1925), presidente de la Asamblea Suprema del Pueblo desde 1984 hasta 1998.

## Prisiones
Hay dos campos de reeducación cerca de Hamhung: el denominado Kyo-hwa-so No. 9 está en el noreste de Hamhung, y el llamado Kyo-hwa-so No. 22 está en el condado de Yonggwang, al norte de Hamhung.